# Dioclea megacarpa
Dioclea megacarpa är en ärtväxtart som beskrevs av Robert Allen Rolfe. Dioclea megacarpa ingår i släktet Dioclea och familjen ärtväxter. Inga underarter finns listade i Catalogue of Life.